# Obec (Řecko)
Obce (řecky Δήμοι [Dimoi]) jsou územní administrativní jednotky třetí úrovně v Řecku. Je jich 325 a dělí se na obecní jednotky, komunity nebo jen jednotlivá sídla.

## Stav od roku 2011
K poslední změně došlo v roce 2011, kdy byly některé obce sloučeny. Obce se v Řecku dělí na městské a vesnické. Městské se nazývají města (πόλη) a odpovídají městům nebo z urbanistického hlediska jejich částem. Vesnické obce (κοινότητα) odpovídají jedné vesnici nebo skupině vesnic a osad. Jednotlivé obce spravuje starosta (δήμαρχος).